# Kalborn-Moulin
Kalborn-Moulin (en luxembourgeois : Kaalber Millen  et en allemand : Kalborner Mühle) est une localité de la commune luxembourgeoise de Clervaux située dans le canton de Clervaux.